# Alibi z Irské hospody
Alibi z Irské hospody je šestý díl čtvrté řady amerického televizního seriálu Teorie velkého třesku. V této epizodě hostuje Aarti Mann. Režisérem epizody je Mark Cendrowski.

## Děj
Do Pasadeny přijíždí Rajova sestra Priya. Raj okamžitě všechny upozorní, aby se od jeho sestry drželi dál. Sheldona Priya nezajímá a Howard se zmínil, že má Bernadette a navíc že si před lety s Leonardem slíbili, že z úcty k Rajovi o Priyu nikdy mít zájem nebudou. Mezitím ale Leonard Priye ukazuje, kde najde toalety a oba se políbí. Večer pak spolu následně stráví i noc. Oba druhý den ráno přistihne Sheldon a Leonard jej prosí, aby ostatním nic neříkal. Ačkoliv Sheldon Leonardovi vymyslí alibi, rozhodne se Leonard nic netajit a klukům se přizná.
Raj je zprvu rozčilený, vzápětí se ale uklidní, když mu Leonard řekl, že měl o vztah s Priyou zájem, ta jej však odmítla.

## Obsazení
| Johnny Galecki | Leonard Hofstadter |
| Jim Parsons    | Sheldon Cooper     |
| Simon Helberg  | Howard Wolowitz    |
| Kunal Nayyar   | Raj Koothrappali   |
| Aarti Mann     | Priya Koothrappali |